# 巴希兰格纳河
巴希兰格纳河（Bhilangna River），是恒河西源帕吉勒提河的主要支流之一，发源于哈特林冰川（Khatling Glacier），在特赫里（Tehri）注入帕吉勒提河。在两河汇流处下游不远建有特赫里大坝（Tehri dam）。